# Blattella rossi
Blattella rossi är en kackerlacksart som beskrevs av Roth, L. M. 1985. Blattella rossi ingår i släktet Blattella och familjen småkackerlackor.
Artens utbredningsområde är Rwanda. Inga underarter finns listade.